# 牧菅兵衛
牧 菅兵衛（まき かんべえ）は、戦国時代の美作国の武将。父に牧尚春、子に牧清冬。

## 生涯
『美作古簡集註解』や『作陽誌』によれば美作三浦氏の重臣であった牧尚春の嫡子である。文書の初出は天文2年（1533年）1月13日付けの三浦貞久の書状で、菅兵衛の所領であった備中国永富保並びに美作国開田（真島郡）の諸役免除を伝える書状が初出。
天文6年（1537年）7月には主君貞久より美作真島郡の末本名を加増され、更にこの地においても諸役免除を受けている。天文10年（1541年）にも貞久より忠節奉公を賞して大庭郡赤野郷を加増された。
しかし、天文16年（1547年）になると貞久は尼子晴久に所領を圧迫され、菅兵衛は尼子軍と備中の呰部で奮戦するもこの戦にて討ち死にした。同年10月20日付けの書状で貞久は菅兵衛を「忠節無比類」と評し、幼少であった菅兵衛の子幸松（後の牧清冬）に菅兵衛の知行・代官所・与力等全てを安堵した。

## 菅兵衛戦死の後に現れる「牧菅兵衛」について
菅兵衛の死後、成長した子幸松も父同様に「牧菅兵衛」を称したために混同されやすいが、尚春の嫡子である牧菅兵衛の没年は確かに『下河内牧家文書』「牧之家可秘」で天文16年（1547年）10月頃であると確認出来るので、それ以降に登場する「牧菅兵衛」に関しては全て尚春の孫にあたる清冬の事を指す。